# Saint-Valérien (Yonne)
Saint-Valérien is een gemeente in het Franse departement Yonne (regio Bourgogne-Franche-Comté) en telt 1559 inwoners (2005). De plaats maakt deel uit van het arrondissement Sens.

## Geografie
De oppervlakte van Saint-Valérien bedraagt 22,2 km², de bevolkingsdichtheid is 70,2 inwoners per km².
De onderstaande kaart toont de ligging van Saint-Valérien (Yonne) met de belangrijkste infrastructuur en aangrenzende gemeenten.

## Demografie
Onderstaande figuur toont het verloop van het inwonertal (bron: INSEE-tellingen).